# TIC Brno
TIC BRNO, příspěvková organizace je organizace města Brna, fungující jako tamní turistické informační centrum (odtud zkratka TIC). V letech 2001–2005 nesla název Kulturní a informační centrum města Brna, v letech 2005–2011 Brněnské kulturní centrum, příspěvková organizace a v letech 2011–2017 Turistické informační centrum města Brna, příspěvková organizace.
TIC Brno prostřednictvím svých pěti turistických informačních center (Pod Krokodýlem, To je Brno, na hlavním nádraží, na letišti a na přehradě) poskytuje souhrnné informace o nabídce cestovního ruchu v Brně, zprostředkovává služby stávajícím i potenciálním návštěvníkům  města, organizuje vzdělávací cykly a tematické prohlídky o historii a současnosti města pro odbornou i laickou veřejnost. Je také provozovatelem Galerie TIC, Kina Art, Staré radnice a Káznice na Cejlu. Pořádá i jednu z nejvýznamnějších celoměstských akcí – Brněnské Vánoce.
Dále spravuje objekty brněnského podzemí:
- Labyrint pod Zelným trhem
- Sklep pod Novou radnicí
- Kostnice u sv. Jakuba
- Vodojemy Žlutý kopec

## Prostředky marketingové komunikace
Mezi základní prostředky marketingové komunikace TIC BRNO patří sociální média (Facebook v českém jazyce, Instagram), webové stránky Gotobrno.cz (oficiální městský turistický portál), tištěné tituly (brožury a mapy, které jsou distribuované v informačních centrech, na veletrzích, prostřednictvím partnerských organizací a dalších subjektů), spolupráce s domácími i zahraničními médii včetně blogerů, poskytování informací, ad. v turistických informačních centrech a inzerce (outdoor, print, on-line). Dále také vydává časopis KAM v Brně.